# Leon Bailey
Leon Patrick Bailey (n. 9 august 1997, Jamaica) este un fotbalist jamaican, care joacă pe post de mijlocaș lateral la Roma în Serie A, împrumutat de la Aston Villa FC. Pe plan internațional, are prezențe la națională pentru Jamaica.
Bailey a ajuns în Europa la vârsta de 13 ani și a jucat pentru mai multe cluburi la nivel de tineret înainte de a fi semnat de echipa belgiană Genk în 2015, unde a fost numit tânărul fotbalist belgian al anului. Succesul său în Belgia i-a adus o trecere la Bayer Leverkusen din Bundesliga în 2017. După patru ani la club, a fost semnat de Aston Villa în 2021 pentru o sumă de aproximativ 30 de milioane de lire sterline. 

## Cariera la cluburile de fotbal
Bailey și-a început cariera jucând pentru Phoenix All-Star Academy, administrată de tatăl său adoptiv, Craig Butler.  În 2011, Butler a ajuns în Europa pentru a găsi un club pentru Bailey și fiul său biologic, Kyle. Bailey a atras atenția lui KRC Genk în Belgia, dar din cauza reglementărilor foarte stricte privind minorii de către FIFA, nu i-au putut oferi un contract.  Bailey a fost aproape de a se alătura lui Standard Liège,  dar transferul nu a fost aprobat deoarece Butler nu avea permis de muncă. La vârsta de 13 ani, Bailey a semnat pentru Anif Jugend,  înainte de a se muta la FC Liefering.
La începutul anului 2013, Bailey a semnat un contract profesionist cu echipa slovacă AS Trenčín.  În octombrie 2013, Bailey a ajuns la un acord verbal cu AFC Ajax, dar transferul nu s-a materializat din cauza regulilor FIFA. 

### Genk
Bailey s-a alăturat lui KRC Genk în 2015 de la Trenčín. Și-a făcut debutul în Belgian Pro League pe 21 august 2015, într-o înfrângere cu 3-1 în deplasare împotriva lui Sint-Truiden, înlocuindu-l pe Siebe Schrijvers după 62 de minute.  A marcat primul său gol profesionist pentru KRC Genk pe 21 noiembrie împotriva lui OH Leuven. La sfârșitul sezonului 2015-2016, a câștigat premiul pentru Jucătorul tânăr al Anului din Belgia. Golul său din Europa League împotriva luiRapid Viena din 15 septembrie 2016 a fost ales de UEFA drept cel mai bun gol al competiției din sezonul 2016-2017. 

### Bayer Leverkusen
Bailey s-a alăturat lui Bayer Leverkusen în ianuarie 2017 pentru o sumă de 20 de milioane de euro, după un interes din partea lui Manchester United și Chelsea. A debutat cu Leverkusen pe 3 februarie 2017, într-o înfrângere cu 1-0 împotriva Hamburgului. Debutul său în Liga Campionilor a avut loc pe 24 februarie 2017, într-un egal 2–2 împotriva lui Atlético Madrid. A avut zece apariții pentru Leverkusen în prima jumătate a sezonului. 
A marcat primul său gol pentru club pe 11 august 2017, în primul meci al sezonului 2017-2018, într-o victorie cu 3-0 în Cupa Germaniei împotriva lui Karlsruher SC. Primul său gol în campionat a venit pe 29 septembrie împotriva lui Schalke 04.  A încheiat sezonul marcând 12 goluri în 34 de meciuri în toate competițiile, ajutând să-l ghideze pe Bayer Leverkusen pe locul cinci în Bundesliga.  Pe 30 noiembrie 2019, a marcat de două ori într-o victorie cu 2-1 împotriva campionilor, Bayern München. 

### Aston Villa
Pe 4 august 2021, Bailey a semnat un contract cu Aston Villa din Premier League.  Pe 14 august 2021, și-a făcut debutul în Premier League ca înlocuitor într-o înfrângere cu 3-2 cu Watford.  Pe 18 septembrie 2021, a marcat primul său gol pentru Villa într-o victorie cu 3-0 pe teren propriu împotriva lui Everton, în care a bătut și un corner care a dus la un autogol a lui Lucas Digne.  Primul sezon al lui Bailey cu Aston Villa a fost punctat cu accidentări - suferind o accidentare la coapsă în august, care l-a exclus timp de o lună, o accidentare la cvadriceps în meciul menționat anterior împotriva lui Everton care l-a exclus pentru încă o lună, o altă accidentare la coapsă în decembrie care l-a exclus până în februarie, care a fost urmată de o accidentare la gleznă în aprilie, care i-a încheiat prematur sezonul - limitându-l în cele din urmă pe Bailey la doar 7 meciuri ca titular.  
Pe 6 noiembrie 2022, Bailey a marcat primul gol sub Unai Emery într-o victorie cu 3-1 pe teren propriu împotriva lui Manchester United, iar ulterior a fost numit jucătorul acelei luni.  Pe 6 decembrie 2023, a marcat singurul gol într-o victorie cu 1-0 asupra lui Manchester City, care a fost prima victorie a clubului său împotriva acestuia din urmă din 2013. 

## Viața personală
Crescând în Jamaica, Bailey și-a dorit să devină fotbalist sau sprinter - inspirat de succesul lui Usain Bolt.  Bailey a fost unul dintre cei 23 de copii adoptați de antrenorul de fotbal Craig Butler, a cărui echipă a Academiei Phoenix Bailey a jucat în copilărie. Butler a lucrat la curățarea toaletelor pentru a economisi suficienți bani pentru a călători în Europa, unde spera să-i găsească lui Bailey și fiului său biologic, Kyle, un club profesionist. De la vârsta de 13 ani, Bailey trăiește în Europa. 

## Cariera internațională

### Jamaica U23
Bailey a jucat într-un meci amical pentru naționala sub 23 de ani a Jamaicăi pe 8 martie 2015 împotriva echipei sub 23 a Insulelor Cayman, unde a marcat direct dintr-o lovitură liberă. 

### Jamaica
În martie 2017, a fost raportat că Bailey va refuza apelurile Jamaicăi până când standardele fotbalului jamaican se vor îmbunătăți.  În septembrie 2017, Bailey a declarat pentru revista germană de fotbal Kicker: „Întotdeauna vor să joc pentru Jamaica, dar am avut probleme personale cu asociația de când aveam unsprezece sau doisprezece ani”.  În ianuarie 2018, Winfried Schäfer, fostul antrenor al naționalei Jamaicai, a declarat unui ziar german Bild „Mi-am dorit foarte mult să-l fac jucător național. L-am invitat de mai multe ori – printre altele la Cupa de Aur din America și la meciuri internaționale. Am sunat și la Genk, dar tatăl său vitreg a blocat totul."  Se credea că Bailey a acceptat o convocare în octombrie 2018, dar a renunțat după ce a cerut ca fratele său Kyle Butler, care la acea vreme juca pentru rezervele lui FC Juniors OÖ în a doua divizie din Austria, să fie convocat și el. 
În mai 2019, Bailey a fost inclus în echipa provizorie jamaicană pentru Cupa de Aur CONCACAF 2019, Bailey anunțând oficial că va accepta convocarea și va reprezenta Reggae Boyz.   A jucat primul meci cu naționala Jamaicăi pe 17 iunie 2019 împotriva Hondurasului.  Bailey a marcat primul său gol pentru Jamaica pe 6 septembrie 2019 împotriva lui Antigua și Barbuda, marcând al cincilea gol într-o victorie cu 6-0 în meciul din CONCACAF Nations League. 
Se credea că Bailey era eligibil să reprezinte naționala Angliei, deoarece are doi bunici care au cetățenie britanică.  Cu toate acestea, nu este eligibil să joace pentru Anglia, deoarece niciunul dintre bunicii săi nu s-a născut în Anglia. 

## Palmares
Individual
- Jucătorul tânăr belgian al anului: 2015–16
- Noul venit al sezonului din VDV: 2017–18
- Echipa sezonului din VDV: 2017–18
- Echipa sezonului din Bundesliga: 2017–18 [34]
- Golul lunii în Bundesliga: decembrie 2020 [35]